# 古翼手屬
古翼手屬（Palaeochiropteryx）是已滅絕的一屬蝙蝠，生存在始新世的歐洲。牠們的翼是由闊大的手延伸出來，但較現今蝙蝠原始。牠們的耳骨結構顯示牠們以基本的聲音來測定獵物（如昆蟲）的位置。牠們是夜間活動的，或至少是拂曉黃昏活動的。牠的化石是在德國的梅塞爾坑化石遺址發現。